# Selçuk Şekerci
Selçuk Şekerci (Sinope (Turquia), 19 de maio de 1984) é uma jogador de vôlei de praia turco.

## Carreira
Em 2013 ao lado de Murat Giginoğlu representou seu país na conquista da medalha de ouro nos Jogos do Mediterrâneo de 2013 em Mersin.